# Percival Marling
Pour les articles homonymes, voir Marling.
Percival Scrope Marling, né le 6 mars 1861 à Selsley et mort le 29 mai 1936 à Stroud, est un officier de l'Armée britannique.

## Biographie
Il est le fils de William Henry Marling et fait ses études à l'Harrow School.
Il entre dans l'armée et est nommé sous-lieutenant le 11 août 1880 puis lieutenant le 1er juillet 1881. Il sert dans le 3e bataillon du King's Royal Rifle Corps et est attaché à l'infanterie à cheval lors de la guerre des mahdistes.
Le 13 mars 1884, lors de la bataille de Tamai au Soudan, il risque sa vie pour sauver celle d'un soldat du Royal Sussex Regiment (en) qui a été abattu. Cet acte de bravoure lui vaut la plus prestigieuse des médailles britanniques, la croix de Victoria.
Promu capitaine le 22 décembre 1888 et major le 12 août 1896, il sert pendant la seconde guerre des Boers (1899-1902) en Afrique du Sud, où, en mars 1901, il prend le commandement du 18th Royal Hussars (en). Il est promu lieutenant-colonel le 19 février 1902. Pour son service pendant la guerre, il est mentionné dans des dépêches (datées du 8 avril 1902) et nommé Compagnon de l'ordre du Bain (CB) le 26 juin 1902. Après la fin de la guerre en juin 1902, il rentre chez lui à bord du SS Sicilia, qui arrive à Southampton en octobre 1902, et il reçoit la véritable décoration de CB du roi Édouard VII lors d'une investiture au palais de Buckingham le 24 octobre 1902.
Le 20 octobre 1903, il est nommé Deputy Lieutenant du Gloucestershire et en 1923, High Sheriff of Gloucestershire (en).
Il obtient plus tard le grade de colonel et meurt le 29 mai 1936.
Il a écrit une autobiographie, Rifleman And Hussar, publiée chez John Murray à Londres en 1931.
Sa médaille est exposée à la Lord Ashcroft Gallery de l'Imperial War Museum de Londres.